# 张滨
张滨（1973年2月5日—），中国马术運動員，生於上海，身高1米82。他曾就讀於杨浦区少体校，1987年在上海市体育运动学校开始训练游泳，1989年改练现代五项並加入上海现代五项队。1992年，张滨入选了中国现代五项队。曾获得第七届全运会现代五项冠军和现代五项亚锦赛亚军。1998年又加入马术队改练马术。2002年，在上海市体育局的资助下，张滨开始到德国训练馬術。曾奪得2005年第十届全国运动会马术场地障碍项目个人、团体冠军以及2006年全国马术（场地障碍）锦标赛个人赛冠軍。他曾代表中國隊参加了2008年夏季奥运会的2008年夏季奧林匹克運動會馬術比賽－個人場地障礙賽和2008年夏季奧林匹克運動會馬術比賽－團體場地障礙賽项目。之後又奪得2009年第十一届全运会马术场地障碍赛团体亚军以及2017年第十三届全运会马术场地障碍赛团体亚军、2019年马术联赛第一名以及2021年第十四届全运会马术项目场地障碍团体赛（个人资格赛）冠軍。後來张滨兼任上海队主教练以及上海马术运动管理中心副主任。